# 让-贝德尔·博卡萨
讓-巴都·博卡薩（法語：Jean-Bédel Bokassa，IPA: [ʒɑ̃ bedɛl bɔkasa]；1921年2月22日—1996年11月3日），又稱博卡薩一世或薩拉赫·埃丁·艾哈迈德·博卡薩，是中非軍人、政治人物，發動兵變，取代其表弟大衛·達科之政權，成為中非共和國的軍事統治者（從1966年1月1日開始執政），後來自立為帝，號稱中非帝國皇帝（1976年12月4日—1979年9月20日在位），後被法軍推翻而退位，於1996年11月3日死於心臟病。

## 早年
博卡薩於1921年2月22日出生於中剛果（Moyen-Congo，今剛果共和國，過去法蘭西殖民帝國所稱的法屬赤道非洲的一部分）中的布班基村，一說Boubangui），這個村落距離後來中非共和國首都班基約80公里。名字「博卡薩」在姆巴卡族中是「小森林」的意思。他的父親明多贡·姆本杜卢（Mindogon Mgboundoulou）是部落酋長，屬於姆巴卡人。這個族群主要位在洛巴耶省布班基村南方的森林中。他的舅舅是民族主義分子。1927年博卡薩六歲時，他父親因為與法國籍行政長官爭執後，被法國人逮捕並作秀審判且就地正法於長官公署。 在他死後一個星期，博卡薩的母親玛丽·约科沃（Marie Yokowo）滿懷悲傷地殉夫自盡，留下12個小孩，他是家裏最小的孩子。

## 從軍
博卡薩曾在班基與布拉柴維爾的天主教教會學校讀書，最早是計畫擔任神職，但是隨即在1939年第二次世界大戰爆發就去從軍。博卡薩加入自由法國的軍隊，在1940年時曾參加在布拉柴維爾的戰役，並因生擒維希軍隊指揮官霍森將軍而立功，在二戰結束後以士官長的身分獲得由拿破崙設立的法國榮譽軍團勳章，他也被法國徵調，參與了法越戰爭，並在其中立功，也順利從奠邊府戰役中存活下來，並獲得英勇十字勳章。
法國總統戴高樂為派遣博卡薩回去組建中非共和國軍隊，而特地接見了博卡薩。對此博卡薩受寵若驚，稱戴高樂為「我的爸爸」。1959年12月，博卡薩以法國政府軍事援助團的身份回到中非共和國，於1960年負責創建中非共和國國家軍隊。1961年，他升為上校。他離開法國陸軍而加入中非共和國的軍隊，他在法軍服役期間共獲軍功章12枚，這些獎章也是他後來時常向訪客拿出來展示的紀念品。他是中非共和國總統大衛·達科的表哥，也是前一任中非領導人巴泰勒米·波岡達（在中非共和國獨立前夕死於空難）的外甥。1964年，博卡薩被任命為三軍參謀長。

## 政變
1965年末，達科總統懷疑博卡薩意圖叛變，授意憲兵司令让·伊扎莫於晚宴謀殺博卡薩，不料遭博卡薩探聽到消息。1966年1月1日，趁著國內經濟混亂，博卡薩很快地推翻並逮捕了獨裁的達科，並於凌晨3點50分在國家廣播電臺宣佈接管政權，成為共和國的總統與國內唯一合法政黨黑非洲社会进化运动的領導人。博卡薩於1966年1月4日廢除1959年建立的憲法，解散國會，並開始隨意統治。
1969年4月，一場沒有成功的政變使得博卡薩更加努力鞏固自己的權勢。1972年3月，博卡薩宣布他為終身總統並為黑非洲社会进化运动的終身主席。他在於1974年12月發動的失敗政變與一次於1976年2月發生的失敗暗殺行動中生存下來。

## 國際支持度
因為中非的許多重要礦產資源（包括鈾與鑽石），一些國家像是法國、瑞士與美國都支持博卡薩並且與他交易。1975年，法國總統瓦勒里·季斯卡·德斯坦宣稱自己是博卡薩的「朋友與家人」。那段時間法國以財政與軍事後盾支持它的前中非殖民地區政權。為了回報，博卡薩時常帶德斯坦在非洲旅行打獵，並且提供法國相當重要的鈾，使法國在冷戰期間的核能發電與核武计划能夠順利進行。
與法國「友好及兄弟似的」關係（根據博卡薩自己的說法）於1977年12月4日博卡薩一世皇帝加冕典禮時達到鼎峰。法国国防部部長派軍隊保護這個典禮安全的進行，他也租了17架飛機給中非帝國政府，甚至指派法國海軍人員去幫管絃樂團的忙。
1979年10月10日，《鴨鳴報》，這份以諷刺聞名的報紙報導，博卡薩總統曾在1973年送給當時身為法國財政部部長的瓦勒里·季斯卡·德斯坦兩顆鑽石，這報導後來引發了一個巨大的政治醜聞，稱作鑽石事件。將鑽石當禮物贈送的習慣對博卡薩總統熟識的人來說算是正常，曾收到這樣禮物的名人還包括美國國務卿亨利·基辛格。
當法國情報單位普通情報局發現博卡薩想要與格達費變成夥伴之後，法國與中非的關係產生激烈的轉變。1979年12月初，法國經濟及社會委員會決定停止所有對於博卡薩的支持。
在利比亞會晤格達費之後，博卡薩決定改宗回教，放棄原本天主教的信仰，並且於1976年10月18日將他的名字改成「薩拉赫丁·阿邁德·博卡薩」。一般都認定這是他打算確保利比亞能持續提供財政支援的算計手法。當格達費沒有承諾任何贊助時，博卡薩放棄了他新的宗教信仰。這也與他要在班基天主教大教堂加冕成皇帝的計畫不一致。

## 總統任內
博卡薩奪權後實行獨裁統治，內外政策變化莫測，政府不斷改組(1年6次)，總統權力日益擴大。博卡薩政治態度親法反共，因此上臺後於1966年1月6日與中華人民共和國斷交，改於1968年5月6日與中華民國建交（后于1976年8月20日，中华人民共和国和中非共和国签署联合公报正式复交。同年11月博卡萨对中华人民共和国进行了访问，还登上了万里长城）。

## 中非皇帝
1976年9月，博卡薩解散中非政府，並且以中非革命者委員會（Conseil de la Révolution Centrafricaine）取代。1976年12月4日，在黑非洲社会进化运动的會議上，博卡薩廢除共和制而改為君主制，稱為中非帝國。他擬定了帝國的憲法，又改宗回天主教，並且於1977年12月4日加冕成「最高權威的帝王博卡薩一世」（Sa Majesté Impériale Bokassa Ier）。博卡薩一世的完整職銜為「中非人民希望所繼，國家政黨黑非洲社会进化运动的領袖，中非帝國的皇帝」（Empereur de Centrafrique par la volonté du peuple Centrafricain, uni au sein du parti politique national, le MESAN）。他鋪張的加冕典禮與他的政權都深深的被拿破崙一世所影響，後者曾在1804年擔任法蘭西第一共和國第一執政時將共和改為法蘭西第一帝國。

### 加冕典禮
1977年10月，他親赴巴黎，在專門為各國達官顯貴服務的高級服裝、首飾店訂做了有關器物。為製作皇冠、權杖和戒指，一共動用了13000顆鑽石，總重達2000克拉。在動用的偌大數量的天然鑽石中有3顆非同一般：最大的一顆重138.32克拉，第二顆重63.18克拉，第三顆重20克拉。為雕琢那塊最大的鑽石，著名鑽石琢匠德安一共耗費了315個小時。原石劈開後，最大的一塊被琢磨成一枚重80克拉128個琢面的飾鑽，被鑲嵌在博卡薩皇冠上鷹飾的下面。
加冕禮在1977年12月4日舉行。這一天，各種相關活動均是按照拿破崙的加冕模式進行的。儀仗隊由軍樂隊為先導，由100名騎良種乍得馬和100名騎法國諾曼第馬的士兵組成的帝國衛隊緊隨其後。接著，由200輛BMW高級摩托車組成的員警車隊，為載著皇帝和皇后卡特琳（Catherine Denguiadé）的御輦開道。殿後的長槍騎兵走過之後，是皇親國戚、各國來賓，200輛标致和牌大功率高級小轎車，載著這些貴人，銜頭接尾從圍觀的市民面前開過。
博卡薩為建立形象，花費巨款興建博卡薩大道和博卡薩廣場，四處豎立他的高大塑像。他又命令工廠把他的頭像印在布匹上，做成衣服，免費送給人民穿戴。
中非帝國政府還特意包租了22架外國飛機，從世界各地運來了各種貴重物品，其中包括從法國運來的40000瓶葡萄酒，24000瓶香檳酒及其他名酒150噸；從荷蘭、澳大利亞和紐西蘭購買鮮花25000束、玫瑰花瓣200公斤以及大批綠草、松樹樁等；從西德和日本購買了80輛豪華型的賓士牌和标致牌轎車及摩托車數百輛；從法國諾曼第定購了2000米鮮紅色的掛毯，這次耗資巨大的加冕儀式無異於在中非人民的脖子上勒上了另一條枷鎖，中非帝國的國庫儲備只剩下了5萬美元。

### 評價
博卡薩努力為自己的行為辯解，宣稱創建一個帝國可以幫助中非從非洲最落後的地方「站起來」，並贏得世界的尊敬。加冕典禮總共花費兩千萬到三千萬美元，大概是中非共和國全年預算的三分之一到一半，也是該年法國財政支援金額的全部。然而儘管他廣泛的邀請，並沒有任何外國領導人出席加冕典禮。許多人認為博卡薩有精神病，將他任性的鋪張浪費與另一位非洲知名的怪異獨裁者伊迪·阿明作對比。在後來他受審的時候，一直有未證實的傳聞說他偶爾會吃人肉。
雖然他宣稱新帝國將會是君主立憲制，不過沒有任何民主改革，對於反對者的迫害則隨處可見。據說刑求的現象相當猖獗，甚至博卡薩本人也時常參與刑求的體罰。

## 其他
博卡萨残暴不堪，皇宫内有个动物园，饲养了一些猛兽，他在这里用政治犯喂狮子和鳄鱼；他說，是學習羅馬競技場，歐洲迷人的傳統；贵宾接待室旁有一间血迹斑斑的刑讯室，犯人在此地被上刑拷打致死后就放入后侧的几个2米高的大冰箱冰冻起来，供博卡萨喂兽食用。博卡薩以慘無人道的行為而聞名世界，他在現代社會中還保留著「食人」的習性，被人冠以「食人皇帝」的稱號。據悉，博卡薩和烏干達總統伊迪·阿明一樣，喜歡用人肉作佳肴，烤吃全人，還讓犯人與餓獅搏鬥，用人肉餵養鱷魚，喪盡天良。有報導說，這位食人魔最喜歡吃的部位是手臂、腿和頭顱。
博卡萨担任了8家中非帝国各类公司企业的董事长。他修建了一座私人城堡，在瑞士和法国购置了十几处住宅、别墅和庄园，在巴黎拥有大批私人汽车。他的银行帐户上有十几亿美元的存款。博卡萨结了13次婚，每结婚一次就四处筹款，大肆搜刮民脂民膏。
一场皇帝加冕礼，不仅使国库虚空，还欠了大量外债。加冕仪式后，公共企业的职工几个月领不到工资。随后，大学生的奖学金和助学金也开始停发了。为弥补国库亏空和还债，博卡萨下令，职工工资停发几个月，大学生停发助学金，预征三年税收。此后不久，又宣布帝国百姓不论男女长幼，都是国内唯一政党“黑非洲社会进化运动”的党员。年满18岁者，必须缴纳党费。拒不缴纳者，则必须服劳役1到6个月。短短3个月中，他还下令驱逐了几十名外国记者。出于政治需要，他经常以发生了各种阴谋为借口，关押、逮捕多人。博卡萨一向讳忌人们谈宪法，并且干脆取消了讲授法律的大学政治学系和社会学系。另外，博卡萨凡出行必有一批白人专门当轿夫，替博卡萨全职抬轿。
為了進一步斂財，他鼓勵政府官員經商賺錢。他身先士卒，讓皇后投資建立了服裝店，並規定所有中學生必須身著由皇后服裝店生產的制服。這些印有「中非帝國」字樣和皇冠圖案的制服，每套售價高達5000中非法郎（相當於20美元），如有違抗，開除學籍，家長開除公職。首都班基的學生忍無可忍，衝向大街，遊行示威，最後反對購買的學生遭到監禁、毒打和殘害，乃至一百多名學童慘遭屠殺的犯罪事實。據調查，在這一事件中，博卡薩還親手殺害了一些兒童。西方國家停止了一切援助，東歐和亞洲國家終止了正在進行中的援建項目。與此同時，一支「博卡薩斃命突擊隊」正在法國訓練。
這一年正好是國際兒童年。5月中旬，國際特赦組織（大赦國際）公佈了博卡薩屠殺兒童的報告，引起國際輿論界的震驚。斥責、抗議之聲如浪濤一般襲來。國內不少政界人士紛紛成立新組織，開展反帝制的活動。從1966年到1977年，博卡薩改組政府20多次，撤換總理4人、外長8人，失蹤、綁架、被「莫須有」的罪名逮捕監禁者不計其數。他下令處決的部長級以上官員就有3人。

## 推翻

### 鎮壓
在1979年1月之前，法國人依然全力支持博卡薩，可是卻在接下來在班基的一場由暴動轉變成大屠殺的事件而停止。在4月17日至4月19日之間，成群的學生孩童在抗議要穿政府規定而且非常昂貴的校服之後，紛紛被逮捕。大約有一百名學生因此被殺害。
前總統大衛·達科得到法國的支持，並且在博卡薩於1979年9月20日前往利比亞而不在國內的時候，利用法國軍隊完成一場成功的政變。

### 梭魚行動

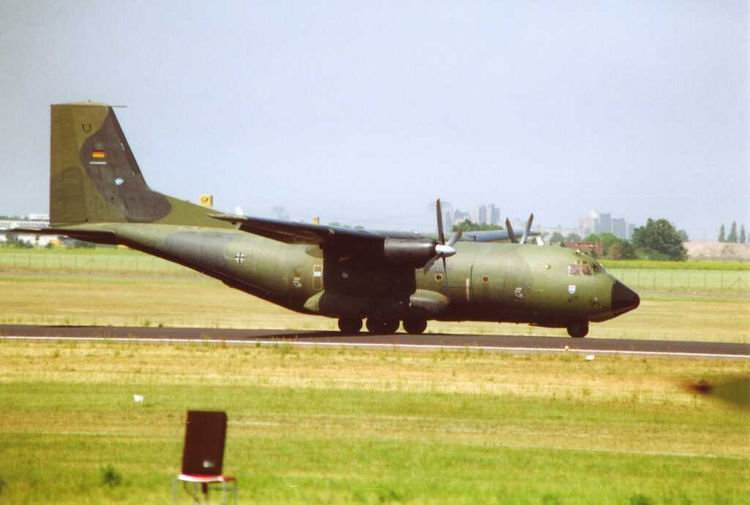
協同C-160運輸機

法國政府主導的推翻博卡薩的行動被稱為「法國最後的殖民地遠征」（la dernière expédition coloniale française），這是由法國退伍軍人外交官賈克·佛卡爾所說的。梭魚行動在9月20日的晚上展開，並且在隔天早晨結束。屬於法國情報單位法國外國情報與反諜報署，SDECE，現在的法國對外安全總局，DGSE）的一支秘密突擊隊與特殊部隊中由Brancion-Rouge上校帶領的第一海軍空降團以協同C-160運輸機降落，並且設法確保班吉國際機場的安全。在超過兩架運輸機到達之後，Degenne上校接到一個訊息，叫他和他的「梭魚們」（指八架SA330美洲豹直昇機與協同C-160運輸機的代號）從靠近乍得的恩賈梅納軍事機場起飛一起進入中非。

### 帝國的終結
在9月21日下午12時30分，法國支持的大衛·達科宣布中非帝國終結。大衛·達科一直擔任總統直到1981年9月20日被安德烈·科林巴推翻。
博卡薩飛到象牙海岸，之後住在阿比让四年。他之後搬去法國，並且獲准在巴黎西郊奧德里庫爾（Haudricourt）自宅中居住。法國因為法國外籍兵團的義務而給他政治庇護。

## 晚年與審判
政變隔天上午，博卡薩隨即派人向利比亞領導人卡扎菲上校請求政治庇護。遭到拒絕後，他只能乘坐飛機來到法國，開始了長達7年的流亡生活。象牙海岸總統博瓦尼答應政治庇護博卡薩，不過條件是博卡薩不得參與任何與政治有關事宜。
1980年12月19日，中非法院經過5天的缺席審判後，判處博卡薩死刑。他的那些靠巧取豪奪得來的大量加冕飾物亦被沒收，收歸國有。法庭發出一項逮捕博卡薩的國際通緝令，並下令沒收他的全部財產。
由於博卡薩致函法國新總統密特朗，請求密特朗幫助他返回中非。象牙海岸總統博瓦尼認定博卡薩未履行協定，因此下令立刻驅逐博卡薩出境。博卡薩於1982年重回法國，定居在巴黎以西約40公里處的一座別墅。由於中非總統達科下臺，安德烈·科林巴將軍當上了新總統，因此博卡薩認為時機已到，開始考慮叛變之事。
博卡薩22日傍晚攜同妻子和五個子女從法國駕車越境到達布魯塞爾。午夜，搭乘一架航班飛機去羅馬。在1986年10月23日搭機潛返中非共和國首都班基，博卡薩所持護照以及妻子護照上填的皆為化名，隨即被保安人員發現並將博卡薩逮捕入獄。據瞭解，博卡薩原計劃於中非10月24日國慶前夕潛回班基，網羅黨羽並復辟稱帝。
- 1987年6月6日被押回國內的博卡薩在班基法庭受審，被判處死刑。共有同謀殺人和侵吞國家財產等罪行，依法判處死刑，罰款600萬非洲法郎，沒收他總值達31.43億非洲法郎的私人財產，並終身剝奪公民權。
- 1988年2月29日科林巴總統發佈特赦令為他減刑，將死刑改為服終身監禁。
- 1993年，博卡薩獲釋，在1996年11月3日因心臟病死於班基，享壽75歲。他過世時唯一的收入是由位于班基的法國驻中非大使館每三個月發放的法軍上校退休金。

## 軼聞
1970年，博卡薩曾應中華民國總統蔣中正之邀於10月8日訪台，由外交部禮賓司典禮科科長劉瑛與禮賓司交際科科長宓維炘負責安排行程，博卡薩分別在台北圓山飯店總統套房及高雄澄清湖圓山飯店下榻，劉瑛與交際科余嶽宗分別負責兩地行程。10月10日當天，博卡薩隨同蔣中正夫婦參加了中華民國建國五十九年國慶典禮。
《明報》引述TVBS對曾擔任中華民國外交部長的蔣孝嚴的報導 表示，博卡薩於高雄酒店中結識一位籍貫台湾的林小姐，返國後透過中華民國駐中非大使要求外交部幫忙將林小姐送給他當作妻子。
1976年，博卡薩另結新歡，林小姐則以皮膚病為由返回臺灣，博卡薩至機場送行。1979年後，博卡薩流亡他鄉，多次試圖與林小姐重逢，但仍無緣重見。林小姐在臺留下兩女，网传林小姐名为林碧春。

## 家庭
- 父亲：Mindogon Mgboundoulou
- 母亲：Marie Yokowo
- 配偶[12]：
  - Annette Van Helst
  - Marguerite Green Boyanga（1959年12月4日逝世）
  - Martine Nguyen Thi Hue
  - Jacqueline Nguyen Thin Than（1957年結婚，1961年離婚）
  - Astrid Elisabeth Van Erpe（1945年2月28日出生，1962年3月3日結婚，1967年離婚）
  - Catherine Denguiadé（中非帝國皇后，1949年8月7日出生，1964年1月20日結婚）
  - Christine Tongui
  - Marie-Joëlle Aziza-Eboulia（1955年出生，1970年2月18日結婚，2001年8月逝世）
  - Marie-Jeanne Nouganga
  - Éliane Mayanga（1971年結婚）
  - Alda Adriano Geday（1954年8月8日出生，1974年5月4日結婚）
  - Gabriella Drimbo（1975年4月結婚）
  - Chantal Belleka
  - Marie-Charlotte Mathey
  - Uta（1959年出生，1977年結婚）
  - Rita Carlos Pimenta
  - Brigitte Eyenga
  - Augustine Assemat
  - Zara Victorine
- 子女：
  - 博卡薩二世
  - Jean Charles

## 外部連結
- 博卡薩在名人資料庫（NNDB）
- （法文）Jean-Bedel Bokassa video interview while exiled at Abidjan in 1983
- （法文）Various documentaries about Bokassa（页面存档备份，存于）
- Imperial stamp example
- Imperial currency example（页面存档备份，存于）
- Imperial flag
- WorldStatesme- CAR（页面存档备份，存于）
- The Big Man (Info on Bokassa and other African Rulers)
- Werner Herzog's documentary film on Bokassa（页面存档备份，存于）
- Amusing story about Emperor Bokassa's "crown jewel"（页面存档备份，存于）
- Jean-Barthelemy Bokassa's blog (about his first book "Diamonds of treason" dealing with Jean-Bedel and Martine bokassa

| 官衔             | 官衔                                                   | 官衔                                        |
| ---------------- | ------------------------------------------------------ | ------------------------------------------- |
| 前任： 大衛·達科 | 中非共和国总统 1966年1月1日－1976年12月4日             | 改為中非帝國下一位持有相同頭銜者：大衛·達科 |
| 統治者頭銜       |                                                        |                                             |
| 新頭銜 帝國創建  | 中非帝國皇帝 1976年12月4日－1979年9月20日              | 無 原因：改為中非共和國                     |
| 王位覬覦者       |                                                        |                                             |
| 新頭銜 帝國消滅  | — 名义上的 — 中非帝國皇帝 1979年9月20日－1996年11月3日 | 繼任者： 博卡薩二世                         |